# Josef Hackhofer
Josef Hackhofer (* 18. März 1863 in Wolfsberg; † 8. September 1917 in Wien) war ein österreichischer Architekt.

## Leben und Wirken

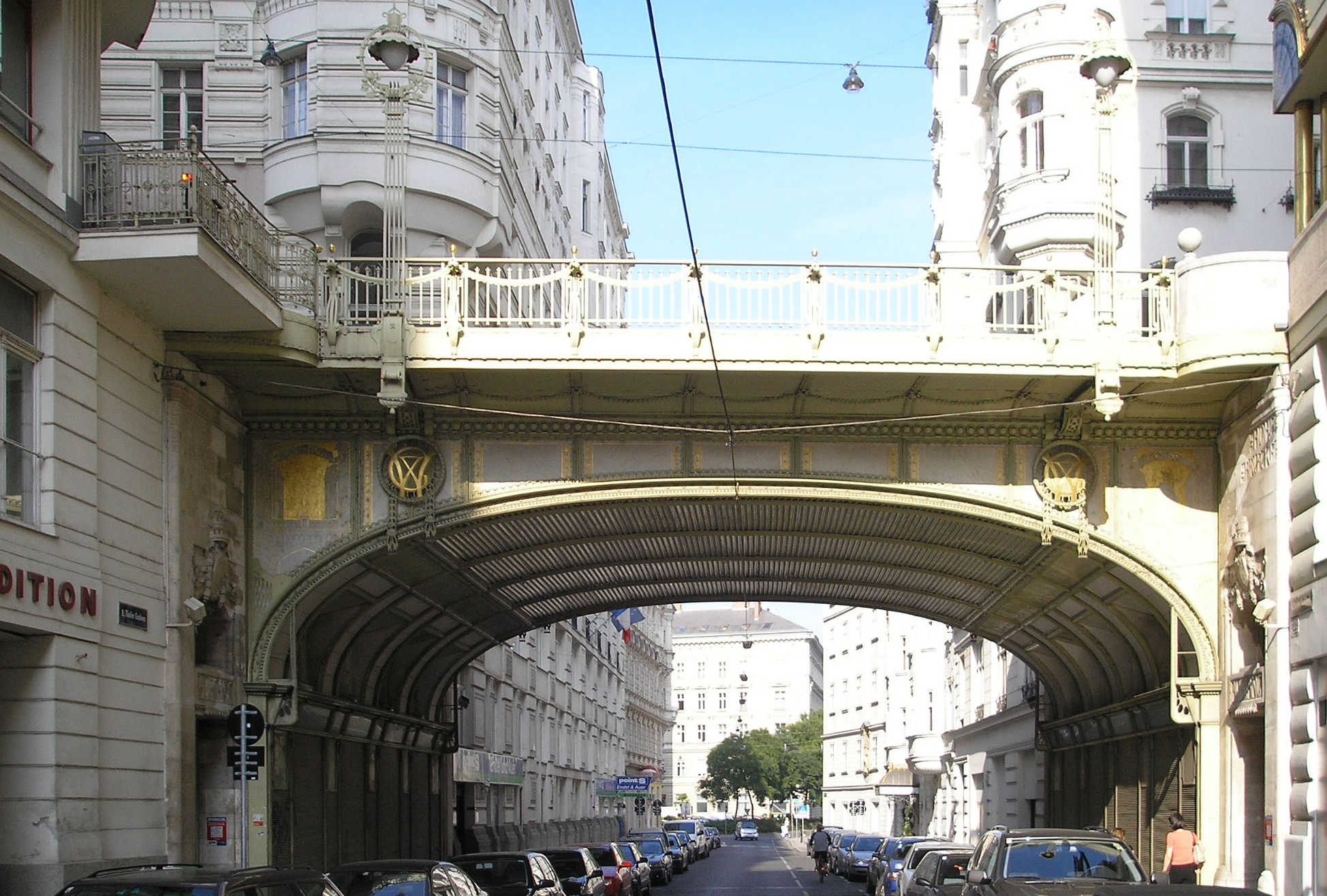
Die Hohe Brücke in Wien

Nach dem Besuch der Realschule in Klagenfurt studierte Josef Hackhofer ab 1882 an der Technischen Hochschule Wien, wo er Schüler von Victor Luntz und Karl König war. Er arbeitete zunächst in verschiedenen Architekturateliers, unter anderem als Zeichner bei Otto Wagner.
Von 1898 bis 1906 verband ihn mit Friedrich Ohmann eine Bürogemeinschaft, während dieser Zeit entstanden unter anderem einige Brücken über den Wienfluss und die Milchtrinkhalle im Stadtpark. Danach arbeitete Hackhofer selbständig bzw. mit anderen Partnern. Zu seinen Hauptwerken zählt die im Jugendstil errichtete Hohe Brücke über den Tiefen Graben in der Wiener Innenstadt. 1912 bekam er anlässlich der Internationalen Baufachausstellung in Leipzig den Preis der Stadt Leipzig verliehen.
Josef Hackhofer hatte mit seiner Frau Hermina Elsa zwei Söhne, Erich und Heinz. Er starb 1917 im Alter von 54 Jahren an einem Schlaganfall und wurde auf dem Wiener Zentralfriedhof beigesetzt.

## Werke (Auswahl)

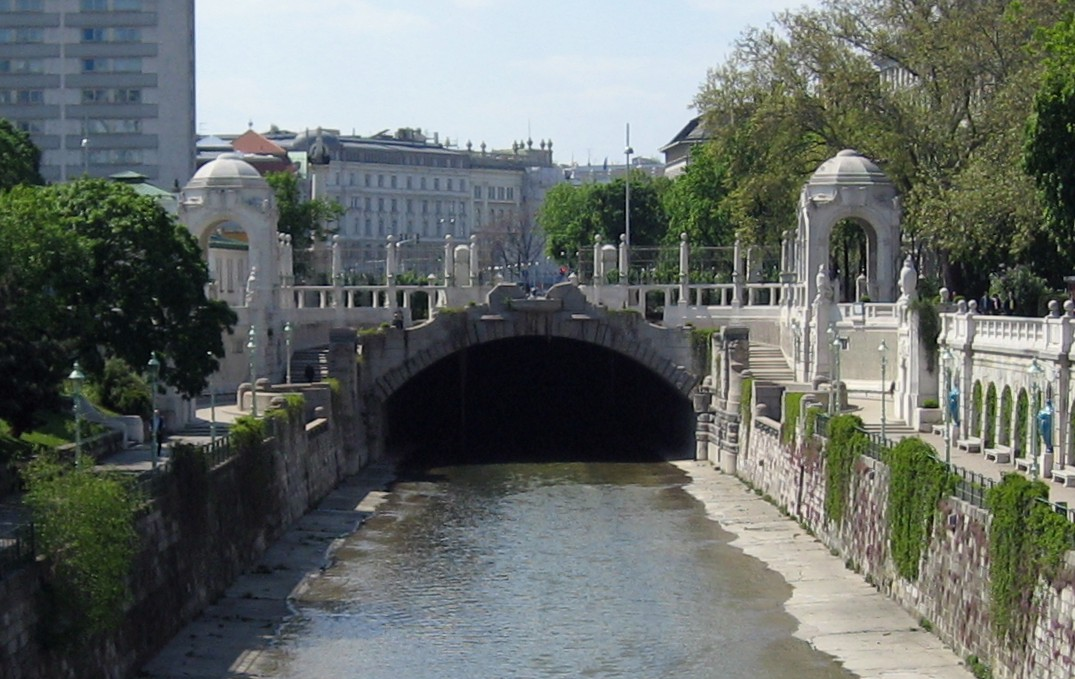
Wienflussverbauung im Wiener Stadtpark

- Stubenbrücke, Wien, 1899–1900, mit Friedrich Ohmann
- Zollamtssteg, Wien, 1899–1900, mit Friedrich Ohmann
- Kleine Marxerbrücke, Wien, 1899–1900, mit Friedrich Ohmann
- Radetzkybrücke, Wien, 1899–1900, mit Friedrich Ohmann
- Meierei (Milchtrinkhalle) im Stadtpark, Wien, 1901–1903, mit Friedrich Ohmann
- Hohe Brücke, Wien, 1903–1904
- Wienflussverbauung im Stadtpark, Wien, 1903–1906, mit Friedrich Ohmann
- mehrere Häuser am Esteplatz, 1911–1913